# Teddy Swims
Teddy Swims, właśc. Jaten Collin Dimsdale (ur. 25 września 1992 w Conyers) – amerykański piosenkarz, raper, tekściarz i kompozytor.
Nazwisko w jego pseudonimie artystycznym jest skrótowcem zwrotu „Someone Who Isn’t Me Sometimes”.

## Życiorys
Karierę muzyczną rozpoczął w zespole WildHeart, który grał rocka alternatywnego, i post hardcore’owej grupie Eris. Był także wokalistą i liderem zespołu Elefvnts, który grał muzykę z pogranicza rocka progresywnego, R&B i soulu. W 2019 zaczął publikować na platformie YouTube covery piosenek innych wykonawców, takich jak Michael Jackson, Lewis Capaldi czy Amy Winehouse. Rozgłos przyniosło mu nagranie własnej wersji utworu Shanii Twain „You’re Still the One”. Kilka miesięcy po wydaniu debiutanckiego singla „Night Off” w 2019 podpisał kontrakt z wytwórnią Warner Records, pod której szyldem w kolejnych miesiącach wydał EP-ki: Unlearning (2021) i Tough Love (2022).
Międzynarodowy rozgłos zyskał w 2023 po wydaniu singla „Lose Control”, z którym trafił na czołowe miejsca list przebojów w Stanach Zjednoczonych (m.in. Hot 100) i w wielu innych krajach na świecie. Utworem promował swój debiutancki album pt. I’ve Tried Everything but Therapy (Part 1), który wydał we wrześniu 2023. 

## Dyskografia
Albumy studyjne
- I’ve Tried Everything but Therapy (Part 1) (2023)